# Silverkarp
Silverkarp (Hypophthalmichthys molitrix) är en fiskart som först beskrevs av Valenciennes, 1844.  Silverkarp ingår i släktet Hypophthalmichthys och familjen karpfiskar. IUCN kategoriserar arten globalt som nära hotad. Arten förekommer tillfälligt i Sverige, men reproducerar sig inte. Inga underarter finns listade i Catalogue of Life.